# Marian MacDowell
Marian MacDowell, urodzona jako Marian Griswold Nevins (ur. 22 listopada 1857 w Nowym Jorku, zm. 23 sierpnia 1956 w Los Angeles) – amerykańska pianistka, filantrop, od 1907 żona kompozytora Edwarda MacDowella, współzałożycielka i zarządzająca kolonii artystów MacDowell Colony w Peterborough, New Hampshire w latach 1907-1946, na utrzymanie której zarabiała pieniądze, wykonując muzykę męża na terenie całych Stanów Zjednoczonych.